# Hiroshi Hara

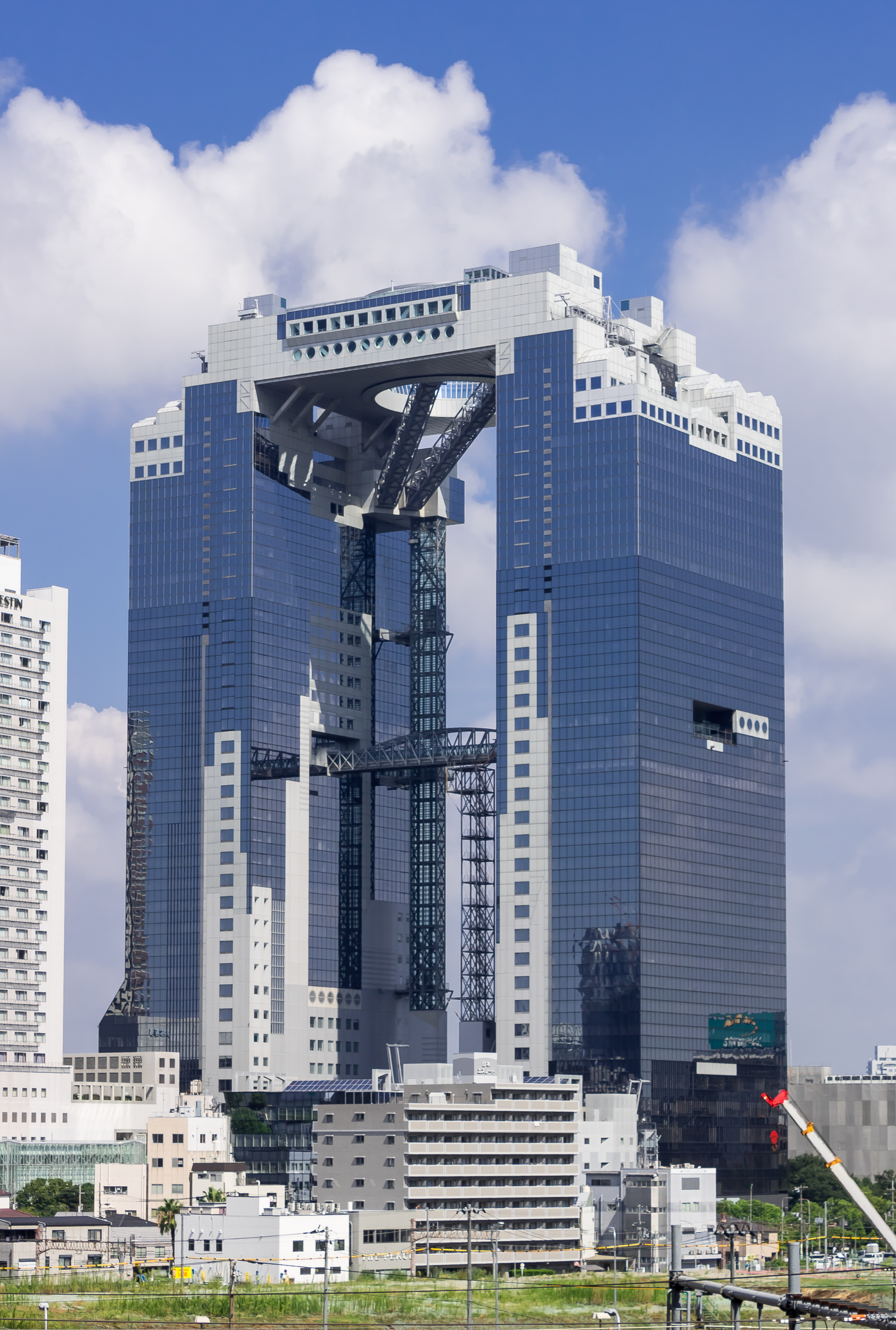
Umeda Sky Building, Osaka

Hiroshi Hara, född 9 september 1936 i Kawasaki, Japan, död 3 januari 2025, var en japansk arkitekt och arkitekturskribent.

## Utbildning
Hiroshi Hara tog examen från Tokyo universitet 1959, fortsatte på samma lärosäte med en master 1961 och doktorerade 1964. På Tokyo universitet har han även varit verksam som professor under en längre tid fram till 1997.

## Byggnadsverk i urval
Hans mest betydelsefulla arbeten inkluderar Kyoto Station, Umeda Sky Building i Osaka, Yamato International i Tokyo och Sapporo Dome med Atrie Bunku. Detta tillsammans med andra viktiga byggnader i Japan har förlänat Hara många priser.